# Handlesen

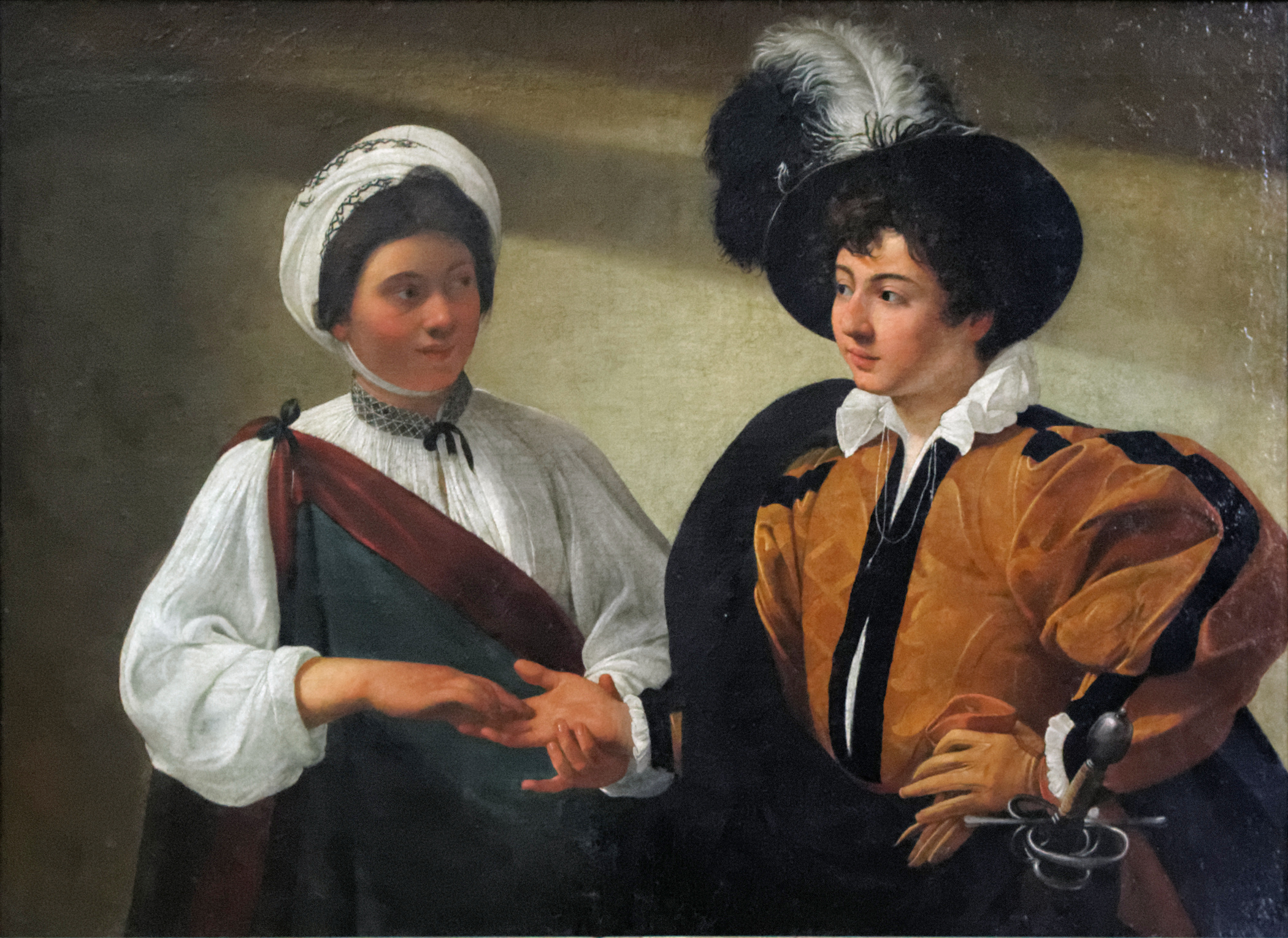
Caravaggio: Die Wahrsagerin, 1594–1595

Der Begriff Handlesen oder Handlesekunst bezeichnet Versuche, aus der „Physiognomie der Hände“ (Chirognomie), also aus der Form der Hände und insbesondere aus den Handlinien Rückschlüsse auf die Gesundheit, den Charakter oder das Schicksal einer Person zu ziehen. Chiromantie (seltener auch Chiromantik; altgr. χεῖρ cheír „Hand“ und μαντεία manteía „Weissagung“) bezieht sich auf das Handlesen als Wahrsagekunst. Zeitweise wurde das Handlesen als Wissenschaft verstanden und auch als Chirologie bezeichnet. Das Handlesen wurde jedoch bereits im Zeitalter der Aufklärung weitgehend auf Jahrmärkte zurückgedrängt.

## Altertum und Mittelalter

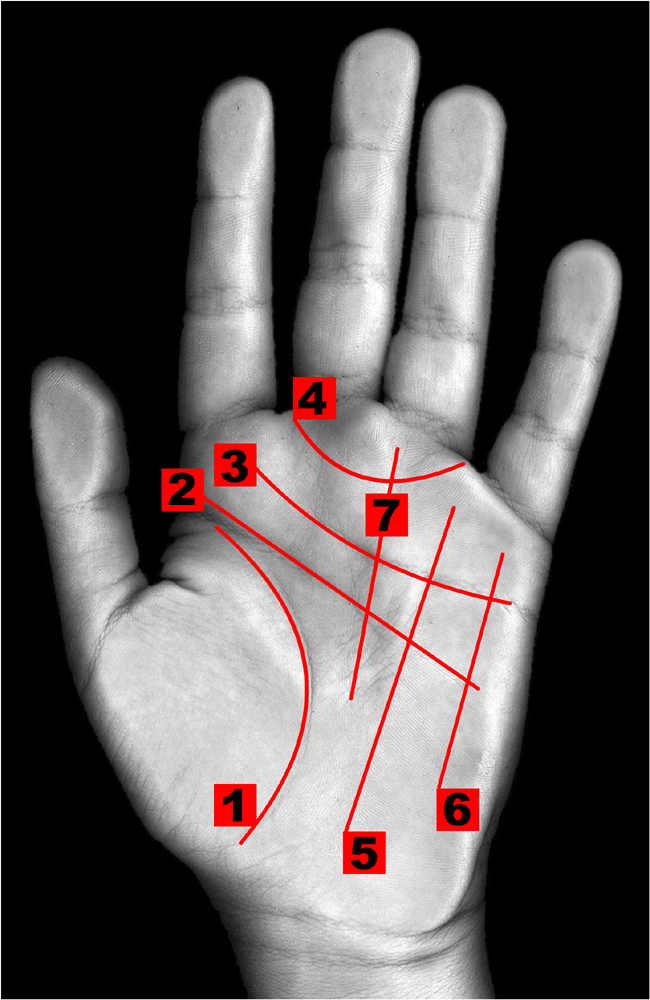
1. Lebenslinie
2. Kopflinie
3. Herzlinie
4. Venusgürtel
5. Sonnenlinie
6. Merkurlinie
7. Schicksalslinie

Das Bestreben, Anlagen und Schicksal des Menschen aus der Hand zu lesen, reicht bis in die frühen Hochkulturen Indiens, Ägyptens, Babyloniens und Assyriens zurück. In der Antike galt die Handlesekunst als eine angesehene Geheimwissenschaft. Eine besondere Eignung der Hände für Rückschlüsse auf Anlagen, Charaktereigenschaften oder zukünftige personenbezogene Ereignisse wurde aus dem Umstand abgeleitet, dass diese neben dem Gesicht den am individuellsten ausgeprägten Teil des Körpers darstellen.
Im Mittelalter wurden zahlreiche Texte über Chiromantie verfasst, in Latein und in den Landessprachen. Der älteste lateinische Text über Chiromantie findet sich kurioserweise in einem Psalter, im sogenannten Eadwine Psalter, der um 1160 von Eadwine und anderen Mönchen in Canterbury geschrieben wurde. Der kurze Text über Chiromantie steht zusammen mit einem Text über Onomantie mitten zwischen theologischen Kommentaren. Er erklärt die Bedeutung der Handlinien und einiger anderer Merkmale der Handfläche. Zwei der Erläuterungen sagen einen beruflichen Erfolg in der Kirche voraus, zum Beispiel: „Wenn am unteren Ende der ersten natürlichen Linie ein c-förmiges Zeichen erscheint […], wird er ein Bischof sein.“

## Neuzeit
Agrippa von Nettesheim (1486–1535) und Robert Fludd (1574–1637) deuteten die Hand als Abbild des Kosmos. Zwischen etwa 1550 und 1700 erschienen in Deutschland, England und Frankreich Bücher über das Handlesen. Dazu zählen die Veröffentlichungen von Johann Abraham Jacob Höping (Institutiones Chiromanticae, 1673), von Johann Ingeber (Chiromantia, 1692) und von Johannes Rothmann (Chiromancia, 1596). In dieser Zeit wurden an mehreren Universitäten Kollegien über das Handlesen abgehalten.
Zwischen 1924 und 1935 nahm die Berliner Chiromantin Marianne Raschig 2500 Handabdrücke von bekannten Personen ab, darunter Hans Albers, Gerhart Hauptmann, Albert Einstein, Thomas Mann, Wilhelm Furtwängler, Theodor Heuss, Bertolt Brecht und Alfred Döblin. Als Chiromantin sah sie in Handlinien und ‑formen einen Spiegel seelischer und physischer Eigenschaften. 1985 wurde die Sammlung von den Raschig-Erben für 200.000 Mark an einen Antiquar veräußert, der später Handabdrücke von Igor Strawinski, Alban Berg und Richard Strauss mit Gewinn bei Sotheby’s versteigern ließ.
Eine der bedeutendsten Chirologinnen des 20. Jahrhunderts ist Charlotte Wolff. Anfang der 1930er Jahre kam sie in Berlin durch Julius Spier zur Psychochirologie, mit der sie nach ihrer Flucht nach Frankreich und England zunächst ihren Lebensunterhalt bestritt. Im Exil führte sie umfangreiche Handuntersuchungen durch, die ihr die Ehrenmitgliedschaft in der British Psychological Society einbrachten.
Die Tradition des Handlesens ist auch in 2024 modern. Jonny Fincham aus Norfolk in England ist ein Experte der Handlesekunst und hat schon viele Bücher veröffentlicht, schreibt für die Zeitschrift Chat und schreibt für regionale und nationale Zeitungen.
Zahlreiche Wahrsageautomaten suggerieren, dem Kunden aus der Hand lesen zu können. Eine berühmte Vorlage dafür hat der Bocca della Verità Wahrsageautomat.

## Methodik
Verschiedene Traditionen der Handlesekunst wenden unterschiedliche Methoden an und verstehen die Praxis auf verschiedene Weisen. Manche Handleser bestehen darauf, lediglich die Persönlichkeit eines Menschen durch die Merkmale der Hand erkennen zu können (vergleichbar mit der Graphologie), andere versuchen auch die Zukunft der Person vorherzusehen oder karmische Informationen aus früheren Leben zu erkennen.
Gewöhnlich wird zunächst die dominante Hand der Person 'gelesen', welche das Bewusstsein oder Vergangenheit und Gegenwart der Person widerspiegeln soll, und danach die nicht-dominante Hand, die das Unterbewusstsein, Schicksal oder Karma repräsentieren soll.
Beim Lesen werden je nach Tradition relative Größe, Form, Hautstruktur, und Flexibilität der Hand untersucht. Die Handformen werden oft gemäß der Vier-Elemente-Lehre oder der Temperamentenlehre in vier Typen eingeteilt. Ebenso werden Merkmale der Finger wie Länge und Ansatzwinkel untersucht.

Die Hand wird klassischerweise in verschiedene Zonen oder Berge eingeteilt, die oft wie auch die Finger den Planeten des Sonnensystems zugeordnet sind. Dazwischen verlaufen die Handlinien, die in drei Hauptlinien (Lebenslinie, Kopflinie und Herzlinie) und mehrere Nebenlinien eingeteilt werden. Diese Topographie wird beim Lesen gedeutet, wobei meist die starke, schwache, auffällige, oder fehlende Ausprägung einer Zone oder Linie Aufschlüsse über die Person geben soll. 

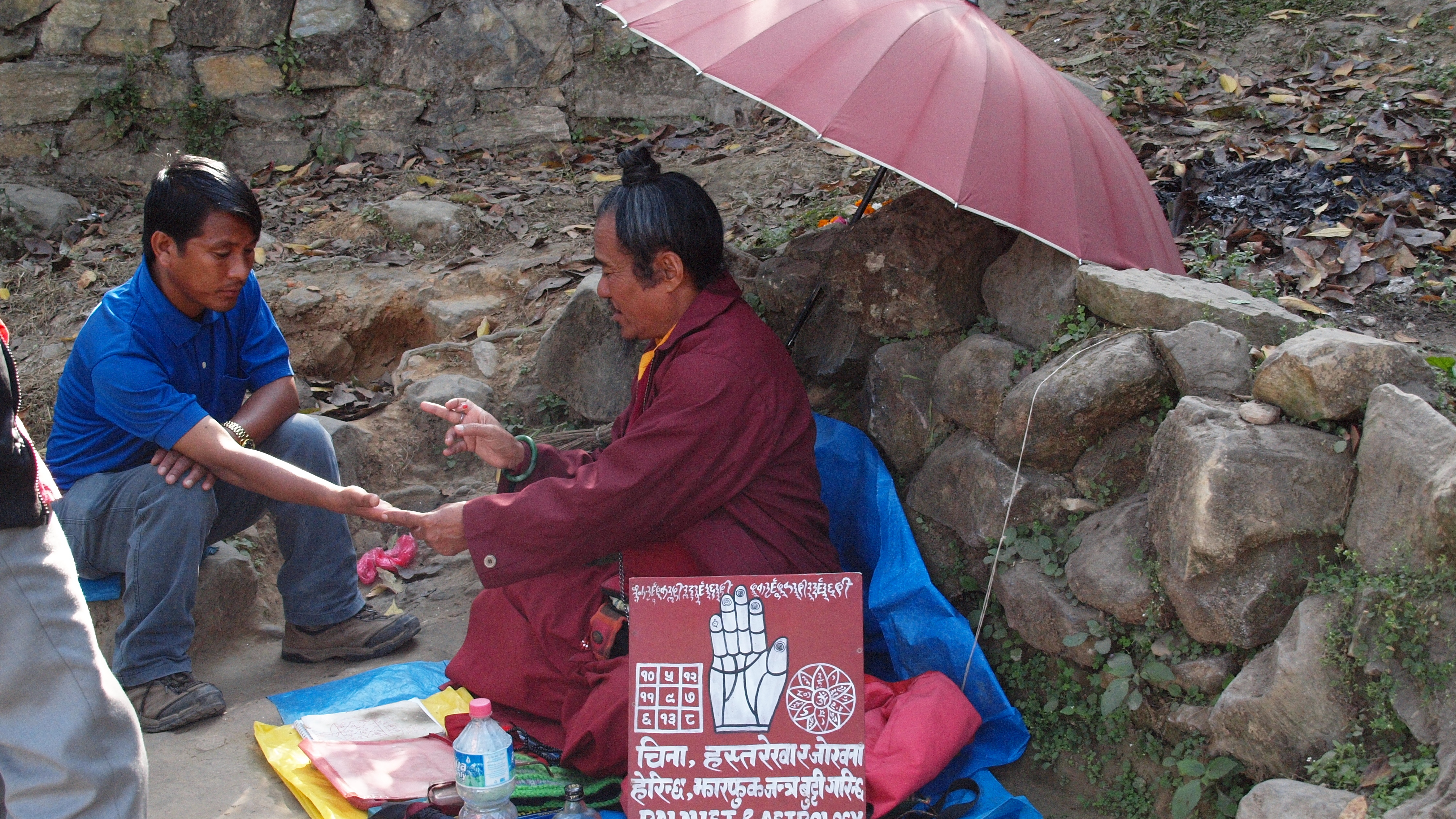
Nepal, Kathmandu, Handleser

## Kritik
Die Kritik an der Handlesekunst stützt sich häufig auf den Mangel an empirischen Beweisen für ihre Wirksamkeit. In der wissenschaftlichen Literatur wird die Handlesekunst in der Regel als Pseudowissenschaft oder Aberglaube betrachtet. Der Psychologe und bekannte Skeptiker Ray Hyman hat geschrieben:
Ich begann mit dem Handlesen in meinen Teenagerjahren, um mein Einkommen aus Zauber- und Mental-Shows aufzubessern. Als ich anfing, glaubte ich nicht an Handlesen. Aber ich wusste, dass ich so tun musste, als ob ich daran glaubte, um es zu „verkaufen“. Nach ein paar Jahren war ich ein überzeugter Anhänger der Handlesekunst. Eines Tages schlug der verstorbene Stanley Jaks, ein professioneller Mentalist und ein Mann, den ich sehr schätzte, taktvoll vor, dass es ein interessantes Experiment wäre, wenn ich absichtlich das Gegenteil von dem, was die Linien anzeigten, vorhersagen würde. Ich probierte dies mit einigen Kunden aus. Zu meiner Überraschung und zu meinem Entsetzen waren meine Lesungen genauso erfolgreich wie immer. Seitdem interessiere ich mich für die mächtigen Kräfte, die uns – Leser wie Klienten – davon überzeugen, dass etwas der Fall ist, obwohl es in Wirklichkeit nicht stimmt.
Skeptiker führen Handleser oft auf Listen von angeblichen Hellsehern auf, die Kaltes Lesen praktizieren. Kaltes Lesen ist eine Praxis, die es Lesern aller Art, einschließlich Handlesern, erlaubt, als Hellseher aufzutreten, indem sie mit hoher Wahrscheinlichkeit raten und auf der Grundlage von Signalen oder Hinweisen der anderen Person Details ableiten.